# Venustiano Carranza (kerület)
Venustiano Carranza Mexikóváros egyik kerülete a város északkeleti részén, lakossága 2010-ben meghaladta a 430 000 főt.

## Földrajz

### Fekvése
A Szövetségi Körzet északkeleti részén fekvő, teljesen beépített kerület szinte teljesen sík, a tenger szinte felett 2230–2240 méterrel terül el, csak közepén található egy ennél néhány tíz méterrel magasabb „hegy”, a Cerro Peñón de los Baños. A terület nyugati részén húzódik a Gran Canal de Desagüe nevű csatorna és a csőben vezetett Río Churubusco vízfolyás.

### Éghajlat
A kerület éghajlata meleg, de nem forró, és nyáron–ősz elején csapadékos. Minden hónapban mértek már legalább 29 °C-os hőséget, de a rekord nem érte el a 38 °C-ot. Az átlagos hőmérsékletek a januári 14,9 és a májusi 21,1 fok között váltakoznak, fagy főként a téli hónapokban fordul elő. Az évi átlagosan 675 mm csapadék időbeli eloszlása nagyon egyenetlen: a júniustól szeptemberig tartó 4 hónapos időszak alatt hull az éves mennyiség közel 75%-a.
| Hónap                                   | Jan. | Feb. | Már. | Ápr. | Máj. | Jún. | Júl. | Aug. | Szep. | Okt. | Nov. | Dec. | Év   |
| --------------------------------------- | ---- | ---- | ---- | ---- | ---- | ---- | ---- | ---- | ----- | ---- | ---- | ---- | ---- |
| Rekord max. hőmérséklet (°C)            | 35,5 | 32,6 | 34,0 | 35,0 | 37,0 | 33,9 | 30,5 | 32,0 | 31,5  | 32,0 | 30,5 | 29,5 | 37,0 |
| Átlagos max. hőmérséklet (°C)           | 24,0 | 25,5 | 28,2 | 29,3 | 29,1 | 27,2 | 26,0 | 26,2 | 25,5  | 25,5 | 24,9 | 23,9 | 26,3 |
| Átlaghőmérséklet (°C)                   | 14,9 | 16,3 | 18,9 | 20,5 | 21,1 | 20,4 | 19,4 | 19,6 | 19,2  | 18,3 | 16,5 | 15,3 | 18,4 |
| Átlagos min. hőmérséklet (°C)           | 5,8  | 7,0  | 9,5  | 11,6 | 13,0 | 13,5 | 12,8 | 13,0 | 12,8  | 11,1 | 8,2  | 6,6  | 10,4 |
| Rekord min. hőmérséklet (°C)            | −2,5 | −2,2 | 0,0  | 5,0  | 5,5  | 7,9  | 7,9  | 8,5  | 5,6   | 4,0  | −8,6 | −7,0 | −8,6 |
| Átl. csapadékmennyiség (mm)             | 12   | 6    | 13   | 26   | 68   | 130  | 137  | 118  | 106   | 45   | 7    | 7    | 675  |
| Forrás: Servicio Meteorológico Nacional |      |      |      |      |      |      |      |      |       |      |      |      |      |

## Népesség
A kerület népessége a közelmúltban folyamatosan csökkent:
| Év   | Lakosság |
| ---- | -------- |
| 1990 | 519 628  |
| 1995 | 485 623  |
| 2000 | 462 806  |
| 2005 | 447 459  |
| 2010 | 430 978  |

## Története
A kerület nevét Venustiano Carranzáról, a mexikói forradalom résztvevőjéről, Mexikó elnökéről kapta.
A mai kerület helyét a spanyolok megérkezése előtt szinte teljes egészében a Texcoco-tó vize borította, de így is nagy jelentőséggel bírt a kereskedelem terén, ugyanis a Tenochtitlannal való kapcsolatteremtés során itt haladtak keresztül a tórendszer csinampáin és környékén termelt zöldségek és gyümölcsök. A hajósok egyik fő tájékozódási pontjául szolgált a mai kerületben található Tepetzingo nevű kis csúcs, aminek mai neve Cerro Peñón de los Baños. Az azték uralkodók is jártak ide pihenni és gyógyulni, ugyanis az akár 45 °C-os hőmérsékletet elérő és magas ásványianyag-tartalmú víz jó hatással volt az egészségre.
A spanyolok megérkezése után, a 16. század második felétől kezdve számos építkezés kezdődött a területen. Felépült egy kórház a leprások számára, valamint több templom és kolostor. A 17. században az addigi tavak egy része már kezdett kiszáradni, ám ez gyakran kellemetlen szagú, szemetet és szennyvizet nagy mennyiségben tartalmazó mocsarak keletkezésével járt. A 18. században a szárazzá vált földek közötti csatornák voltak a legkedveltebb közlekedési útvonalak. A következő időkben is újabb, utakként is szolgáló gátak épületek fel, a település pedig terjeszkedett. A 19. század végén jelentős vasútépítkezések indultak, valamint 1885 és 1900 között felépült a híres börtön, a Palacio Lecumberri. A mexikói forradalom során, az 1913-as tragikus tíz nap után a börtönpalota előtt lőtték agyon a megbuktatott Francisco Ignacio Madero elnököt és alelnökét, José María Pino Suárezt.
A 20. században itt kezdték el felépíteni a város legrégebbi sportkomplexumát és a Benito Juárez repülőteret. 1970 végéig csak 12 kerülete volt Mexikóvárosnak, Venustiano Carranza kerületet csak ekkor hozták létre. A kerület adminisztrációjának székháza 1974-re épült fel.

## Turizmus, látnivalók
A kerület negyedrésze a világörökségi védelem alatt álló mexikóvárosi történelmi városközponthoz tartozik, területén összesen körülbelül 100 műemléki értékű épület, szobor, tér és park található (köztük a La Soledad-templom), ám például múzeum vagy turisztikai központ nincs a kerületben. Itt működik viszont Latin-Amerika legnagyobb piaca, a Mercado de la Merced, ahol több mint 3000 elárusítóhely található.